# Albrecht Dürer
Albrecht Dürer (Nürnberg, 21. svibnja 1471. – Nürnberg, 6. travnja 1528.), njemački slikar, kipar i matematičar. Jedan je od najvećih predstavnika renesanse. Učio je crtanje u radionici nürnberškoga slikara M. Wolgemota gdje je boravio četiri godine, a 1495. prvi put odlazi u Italiju i kopira talijanske majstore. Ujedinio je talijansku ranu renesansu s ekspresivnim stilom njemačke reformacije te došao do novih oblika izražavanja. Posezao je za mitologijskim, alegoričnim i religioznim temama, ali se bavio i prirodom. Njegovi akvareli krajolika, studije biljaka i životinja pokazatelji su njegovoga dubokog umjetničkog zanimanja za prirodu. U radionici svojeg oca obučen za zlatara Dürer je do vrhunca razvio drvorez i bakrorez te svojim grafikama odlučujuće utjecao na populariziranje reformatora i humanista. Prvi je njemački umjetnik koji se posvetio teoriji umjetnosti te između ostalog napisao temelje znanosti o proporcijama. Nakon povratka u Nürnberg otvara radionicu i izvodi oltarne slike i portrete, prve bakroreze i niz drvoreza, Apokalipsa i Velika muka. Nakon povratka s drugog putovanja u Italiju nastaju njegovi najvrjedniji bakrorezi Vitez, smrt i đavo, Melankolija I i Sveti Jeronim u ćeliji. U posljednjoj fazi naslikao je svoj najbolji Autoportret i Četvoricu apostola, te pisao traktate o slikarstvu. Njegovo ukupno djelo obuhvaća 70 slika, 900 crteža, 100 bakroreza i 350 drvoreza.

## Životopis

### Rani život (1471. – 1490.)
Dürer je rođen 21. svibnja 1471., kao treće dijete i drugi sin roditelja koji su imali između četrnaestero i osamnaestero djece. Njegov otac, Albrecht Dürer Stariji, bio je uspješan zlatar, izvornog prezimena Ajtósi, koji se je 1455. preselio u Nüremberg iz mjesta Ajtós, u blizini grada Gyula u Mađarskoj.
Njemačko ime "Dürer" potiče iz mađarskog "Ajtósi". Prvotno je bilo "Türer," što znači izrađivač vrata, što je izvedeno iz mađarske riječi "ajtós" (iz "ajtó", što znači vrata). Vrata se nalaze na obiteljskom grbu. Albrecht Dürer Mlađi, kasnije promijenjeno u "Türer", očev način izgovoranja obiteljskog prezimena u "Dürer", što je prilagođeno mjesnom nüremberškom dijalektu. Albrecht Dürer Stariji oženio je Barbaru Holper, kćer majstora kod kojeg je učio, 1467. god., godine kada je i sam postao majstor.
Dürerov kum je bio Anton Koberger, koji je napustio zlatarstvo godine kada se je Dürer rodio, te se posvetio slikanju i izdavanju. Ubrzo je postao najuspješniji izdavač u Njemačkoj. Posjedovao je dvadeset i četiri tiskarska stroja i brojne poslovnice u Njemačkoj i inozemstvu. Kobergerovo najpoznatije izdanje bile se "Nuremberške Kronike", izdane 1493. na njemačkom i latinskom jeziku. Izdanje je sadržavalo do tada nezabilježen broj od 1809 ilustracija načinjene tehnikom drvoreza, iz radionice Michaela Wolgemuta (iako su mnoge ilustracije ponovljene).
Pretpostavlja se da je Dürer radio na nekima crežima, kako je izrada započela dok je radio kod Wolgemuta. Kako je Dürer ostavio autobiografske zapise, i kako je postao vrlo poznat sredinom 20-ih, njegov život je dobro zabilježen u nekoliko izvora. Nakon nekoliko godina školovanja, Dürer je počeo izučavati osnove zlatarskog zanata i crtanje od oca. Iako je njegov otac htio da se bavi zlatarstvom, veću nadarenost je pokazivao za crtanje te je započeo raditi kao učenik Michaela Wolgemuta u dobi od petnaest godine 1486.
Autoportret, crtež učinjen srebrenkom, potječe iz 1484. (muzej Albertina, Beč). Wolgemut je u to vrijeme bio vodeći umjetnik u Nurembergu, s velikom radionicom koja ja stvarala različite umjetnine, a ponajviše drvoreze za knjige. Nuremberg je tada bio važan i prosperitetan grad, središte za izdavanje i mnoge luksuzne zanate. Bio je snažno povezan s Italijom, posebno Venecijom, relativno kratko udaljene putevima kroz Alpe.

### Wanderjahrei brak (1490. – 1494.)
Nakon što je završio šegrtovanje, Dürer je prema tadašnjem običaju uzeo nje. Wanderjahre, što je bio naziv za vrijeme u kojem šegrt otputuje i izučava vještine ostalih majstora u okolici; čini se da je Dürer proveo oko četiri godine putujući. Otišao je 1490. na učenje kod Martina Schongauera, vodećeg gravera u sjevernoj Europi, koji ubrzo nakon Dürerova dolaska u Colmar 1492. preminuo. Nejasno je gdje je Dürer putovao, ali najvjerojatnije u Frankfurt i Nizozemsku.
U Colmaru, Dürera su dočekala Schongauerova braća, zlatari Caspar i Paul, te slikar Ludwig. Godine 1493. Dürer je otišao u Strasbourg, gdje je vidio skulpture Nikolausa Gerhaerta. Dürerova prva slika, autoportret, nastala je u to vrijeme (danas u muzeju Louvre), te ju je vjerojatno poslao zaručnici u Nuremberg.
Rano 1492. Dürer je putovao u Basel gdje je odsjeo kod još jednog od braće Martina Schongauera, zlatara Georga.
Ubrzo nakon povratka u Nuremberg, 7. srpnja 1494., u dobi od 23 godine, Dürer se je oženio s Agnes Frey prema ranijem dogovoru. Agnes je bila kći uglednog bakroresca (i amatera svirača harfe) u gradu. Bračni par nije imao djece.

### Prvo putovanje u Italiju (1494. – 1495.)
Nakon tri mjeseca braka, Dürer je otputovao u Italiju, sam, moguće i zbog izbijanja kuge u Nurembergu. Tijekom putovanja kroz Alpe izrađivao je slike vodenim bojama. Neke su preživjele, a neke se mogu prepoznati u pejzažima stvarnih mjesta u kasnijim djelima, kao na primjer gravura Nemesis. To su prva crtanja isključivo pejzaža u zapadnoj umjetnosti.
U Italiji, otišao je u Veneciju kako bi se upoznao s naprednim umjetničkim pogledima na svijet. Pod Wolgemutom, Dürer je naučio kako izraditi otiske tehnikom suhe igle i kako izraditi drvoreze u njemačkom stilu, na temeljima djela Martina Schongauera i nepoznatog umjetnika koji se naziva "Majstora knjiga" (engl. "Housebook Master"). Vjerojatno je već u Njemačkoj došao u doticaj s nekim talijanskim djelima, ali su ipak njegova dva posjeta Italiji ostavila najveći utjecaj na njega. Zapisao je da je Giovanni Bellini najstariji, ali i dalje najbolji umjetnik u Veneciji. Njegovi crteži i gravure, pokazuju utjecaj i ostalih, posebice Antonia Pollaiuola i njegovog istraživanja proporcija tijela, Mantegna, Lorenza di Credija i ostalih.
Na svome putovanju Dürer je vjerojatno posjetio Padovu i Mantovu.

### Povratak u Nürnberg (1495. – 1505.)
Nakon povratka u Nuremberg 1495., Dürer je otvorio vlastitu radionicu (jedan od uvjeta je bila da je osoba u braku). Tijekom sljedećih pet godina njegov stil sve jače je integrirao talijanski utjecaj u postojeće sjeverne oblike. Dürerov otac je umro 1502., a majka 1513. Najbolja djela prvih godina njegove radionice bila su otisci drvoreza, ponajviše vjerski, ali i sekularni prikazi kao što je "Kupaonica za muškarce" (engl. The Men's Bath House, ca. 1496.). Njegovi radovi bili su veći i detaljnije rezani od većine njemačkih drvoreza dotada, te daleko složeniji i ravnomjerniji u kompoziciji.
Smatra se malo vjerojatnim da je Dürer rezao drvene komade sam, te je taj posao radio poseban majstor. Ipak, njegovo učenje u radionici Wolgemuta, koja je izrezivala i slikala djela na oltaru i dizajnirala, te rezala drvene komade za drvoreze, dalo mu je uvid u tehnike proizvodnje i načine rada s rezačima blokova. Dürer je ili izravno crtao na drveni komad ili je ljepio papirnati crtež na drvene komade. U oba slučaja njegovi crteži su u procesu rezanja uništeni. Njegova poznata serija šesnaest crteža za djelo Apokaplipsa datira iz 1498. Iste godine izradio je i prvih sedam scena "Velike muke", te kasnije i seriju od jedanaest scena Svete obitelji i svetaca. Poliptih "Sedam grijeha" koji je naručio Frederik III., elektor Saksonije 1496., Dürer je sa suradnicima dovršio oko 1500. Oko 1503. – 1505. napravio je prvih sedamnaest ilustracija za "Život Djevice", koji nije dovršio sljedećih nekoliko godina. Niti ovo djelo niti "Velika Pasija", nisu izdani kao kompleti sljedećih nekoliko godina, iako su kao pojedinačni otisci prodani u velikom broju.
U to vrijeme Dürer se je izučio u upotrebi dijetla u izradi gravura. Moguće je da je s korištenjem ovog alata započeo u radionici oca, kako je to nužna zlatarska vještina. 
Godine 1496. izradio je "Rasipnog sina" kojeg je talijanski renesansni povjesničar umjetnosti Giorgio Vasari izdvojio i hvalio nekoliko desetljeća kasnije, ističući njegovu germansku kvalitetu. Ubrzo je počeo izrađivati i spektakularne i izvorne slike, od kojih su najpoznatije "Nemesis" (1502.), "Morsko čudovište" (1498.) i  "Sveti Eustahije" (c. 1501.), a sadrže detaljne prikaze pejzaža u pozadini i životinja.
Njegovi pejzaži iz toga vremena razlikuju se od ranijih akvarela. Veći je naglasak na ozračju nego na prikazu topografije. 
Izradio je i nekoliko prikaza Majke Božje, i male prikaze komičnih likova seljaka. Otisci su bili lako prenosivi i ta djela su učinila Dürera poznatim u brojnim umjetničkim centrima u Europi kroz nekoliko godina.
Venecijanski umjetnik Jacopo de' Barbari, kojeg je Dürer upoznao u Veneciji, posjetio je Nuremberg 1500., i Dürer navodi kako je prilikom posjeta od njega naučio mnogo o novim razvojima prespektive, anatomije i proporcija tijela. De' Barbari nije bio voljan otkriti sva svoje znanje i Dürer je započeo vlastita istraživanja koja će postati njegova doživotna preokupacija. Serija postojećih crteža pokazuje kako je Dürer eksperimentirao s ljudskim proporcijama, što je dovelo da poznate gravure "Adama i Eva" (1504.), koja pokazuje njegovu suptilnost u korištenju dijetla u teksturiranju površina ljudskih tijela. To je jedina gravura koju je potpisao punim imenom.
Dürer je izradio i brojne pripremne skice posebno za svoje slike i gravure, od kojih su mnoge preživjele; najpoznatije su njem. "Betende Hände" (hrvatski: "Ruke koje mole", c. 1508. muzej Albertina, Beč), skica apostola za triptih koji je naručio Jakob Heller. Nastavio je i s izradom akvarela i gvaša (često u kombinaciji), koji uključuju prikaze dijelova života livada i životinja, kao npr. "Mladi zec" (1502.).

### Drugo putovanje u Italiju (1505. – 1507.)
U Italiji se vratio slikarstvu, prvo izradivši seriju djela izvedenih u temperi na platnu. Djela sadrže portrete i slike s oltara, a najpoznatiji je triptih za oltar koji je izradio za obitelj Paumgartner, te "Poklonstvo kraljeva" za Frederika III. Rano 1506. vratio se u Veneciju gdje je ostao do proljeća 1507.
Do tada su Dürerove gravure postale popularne i često su bile kopirane. U Veneciji je dobio veću količinu novaca od emigrantske njemačke zajednice za crkvu "San Bartolomeo" u Veneciji. Tako je nastalo djelo za njen oltar, "Rosenkranzfest". Slika sadrži portrete članova njemačke zajednice u Veneciji, ali pokazuje i snažan talijanski utjecaj. Rudolf II., car Svetog Rimskog Carstva odnio ju je u Prag.

### Nürnberg i remek-djela (1507. – 1520.)
Iako je cijenjen u Veneciji, Dürer se je vratio u Nuremberg sredinom 1507., te ostao u Njemačkoj do 1520. Njegova reputacija proširila se Europom i bio je u prijateljskim odnosima i komunikaciji s većinom značajnih umjetnika toga vremena, ako što su npr. Rafael, Giovanni Bellini, te preko Lorenza di Credija s Leonardo da Vincijem.
Od 1507. do 1511. Dürer je radio na nekim od svojih najpoznatijih djela: "Adam i Eva" (1507.), "Deset tisuća vojnika mučenika" (1508. za Frederika III.), "Djevica s perunikom" (1508.), "Uzašašće Marijino" (1509., Za Jacoba Hellera), "Sv. Trojstvo" (1511., za Matthaeusa Landauera). Tijekom toga vremena završio je i dvije velike serije drvoreza "Velika muka" i "Život Djevice", obje objavljene 1511., kao i drugo izdanje serije "Apokalipsa". Post-venecijanski drvorezi pokazuju Dürerov razvoj tehnike kjaroskuro, stvarajući srednji ton tiska kojim se mogao prikazati kontrast sjene i osvjetljenja.
Ostala djela toga vremena su "Mala muka", serija trideset i sedam drvoreza, objavljenih prvo 1511., a zatim i set petnaeast malih gravura o istoj temi iz 1512. U razdoblju od 1513. do 1516. se je požalio kako se na slikama zarađuje toliko koliko na tiskanju, obzirom na uloženo vrijeme, te nije slikao. U vremenu od 1513. do 1514. Dürer je načinio tri najpoznatije gravure: "Vitez, smrt i vrag" (1513.), "Sveti Jeronim u studiju" (1514.), "Melankolija I" (1514.).
Godine 1515. izradio je drvorez nosoroga, prema bilješkama i skici drugog umjetnika, a da nije nikada vidio životinju. To je jedna od njegovih najutjecajnijih slika, koja se koristila u njemačkim učionicama sve do kraja 20. st. U godinama do 1520. nastala su brojna djela, od koji su značajniji drvorezi prvih tiskanih zvjezdanih karata na zapadu iz 1515. i portreti u temperi na platnu (1516).

#### Pokroviteljstvo Maksimilijana I.
Od godine 1512. Maksimilijan I. postao je glavni Dürerov pokrovitelj. Za njega je izradio "Trijumfalni luk" veliko djelo otisnuto od 192 različita dijela, čiji simbolizam potječe od Pirckheimerova prijevoda Horapolonove "Hijeroglifike". Program dizajna i objašnjenja osmislio je Johannes Stabius, arhitektonsko rješenje dizajnirao je dvorski graditelj i dvorski slikar Jörg Kölderer, a drvoreze je izradio Hieronymous Andreae, s Dürerom kao glavnim dizajnerom. Nakon luka slijedila je "Trijumfalna povorka", čiji je program osmislio 1512. Marx Treitz-Saurwein, a uz Dürerove drvoreze sadržavala je i drvoreze Albrechta Altdorfera i Hansa Springinkleea.
Dürer je radio na rubnim slikama za carevo izdanje molitvenika; slike se bile nepoznate dok faksimili nisu objavljeni 1808. kao dio prve knjige objavljene u litografiji. Dürerov rad na knjizi je prekinut iz nepoznatog razloga, a ukrase su nastavili izrađivati umjetnici Lucas Cranach Stariji i Hans Baldung. Dürer je izradio i nekoliko carevih portreta, od kojih je jedan iz 1519., neposredno prije careve smrti.

### Put u Nizozemsku (1520. – 1521.)
Iznenadna smrt Maksimilijana I. nastupila je u vrijeme kada je Dürer bio zabrinut zbog gubitka vida i slobodne ruke (možda uzrokovanih artritisom) i sve više pod utjecajem pisanja Martina Luthera.
U srpnju 1520. Dürer je krenuo na svoje četvrto i zadnje putovanje, kako bi obnovio carsku mirovinu koju mu je dodijelio Maskimilijan I., te da osigura pokroviteljstvo novog cara Karla V. koji je okrunjen u  Aachenu.
Dürer je putovao sa suprugom i sluškinjom, Rajnom do Kölna a zatim do Antwerpena, gdje je lijepo dočekan, te načinio brojne crteže srebrenkom, kredom i ugljenom. Uz odlazak na krunidbu, putoveo je na izlet u Köln
(gdje se divio slikama Stefana Lochnera), Nijmegen, 's-Hertogenbosch, Brugge (gdje je vidio Michelangelovu skulpturu Djevice, Gent (gdje se divio van Eyckovom poliptihu na oltaru), i Zeeland.
Dürer je na putovanje ponio veliku zalihu otisaka, te u dnevnik zapisao koliko i kome ih je prodao, i za koju cijenu. To je rijetki podatak o monetarnoj vrijednost otisaka u to vrijeme. Za razliku od slika, prodaja otisaka je rijetko bilježena. 
Dnevnik s putovanja pokazuje da nije put financijski nije bio uspješan. Kao primjer navodi se da je pokušao prodati zadnji Maksimilijanov portret njegovoj kćerci Margareti Habsburg (1480. – 1530.) da bi ga na kraju zamijenio za nešto bijele tkanine nakon što se Margareti nije svidio portret te ga nije htjela prihvatiti.
Na putovanju je susreo Bernarda van Orleya, Jeana Prévosta, Gerarda Horenbouta, Jeana Monea, Joachima Patinira i Tommasa Vincidora, te kako se čini nije sreo Quentina Matsysa. Na zahtjev Kristijana II., Dürer je otputovao u Bruxelles kako bi naslikao kraljev portret. Tamo je vidio "što je poslano kralju iz zlatne zemlje" - asteško blago koje je Hernán Cortés poslao caru Karlu V. nakon pada Meksika. Dürer je zapisao kako je to blago "bilo ljepše od čuda. Te stvari su bile neprocijenjive, vrijede 100,000 florina". Čini se da je Dürer imao svoju kolekciju zanimljivosti, te je u Nurnberg poslao različite životinjske rogove, dijelove koralja, velike peraje riba i drvena oružja iz Azije.
Nakon što je osigurao mirovinu, Dürer se je vratio kući u srpnju 1521., te se čini da je na povratku zarazio se nekom nepoznatom bolešću (možda malarija —koja ga nije popustila do kraja života, te je znatno utjecala na koliko je mogao raditi.

### Zadnje godine u Nürnberg (1521. – 1528.)
Nakon povratka u Nürnberg, Dürer je radio na velikim projektima religijske tematike, poput raspeća i teme Svetog razgovora, iako niti jedno nije dovršio. Možda zbog narušenog zdravlja, a možda zato što je više vremene proveo u pripremi teorijskih djela o geometriji ili perpektivi, proporcijama ljudi ili konja i utvrdama.
Posljedica ove promjene bilo je to da je u sljedećim godinama, malo postigao kao umjetnik. Naslikao je samo protret Hieronymusa Holtzschuhera, sliku "Majka Božja i dijete" (1526), "Salvator Mundi " (1526), i dva panela koja prikazuju Sv. Ivana sa Sv. Petrom u pozadini i Sv. Pavla sa Sv. Markom u pozadini.
Zadnje veliko djelo, "Četiri apostola", Dürer je poklonio gradu, iako je za njega dobio 100 guildera. Natpis povezuje likove s četiri humora (četiri temperamenta).
Što se tiče gravura, Dürerov radi sveo se na portrete i ilustracije za svoje studije.
Portretirao je kardinala-elektor Albert od Mainza; Fredericka III., elektora Saksonije, humaniste Willibalda Pirckheimera, Philippa Melanchthona i Erazma Roterdamskog.
Portrete kardinala, Melanchthona, i Dürerovo posljednje veliko djelo, crtani protret gradskog patricija Ulricha Starcka, Dürer je naslikao koristeći više matematički pristup.
Iako se žaio što nema formalno klasično obrazovanje, Dürer se bio zanimao za mnoha intelektualna pitanja. O njima je mnogo naučio od prijatelj iz mladosti Willibalda Pirckheimera, s kojim se zasigurno konzultirao o sadržaju svojih slika,
Veliko zadovoljstvo mu je činilo prijateljstvo i dopisivanje s Erazmom i ostalim učenjacima toga vremena. Dürer je napisao i dvije knjige za svoga života.
"Četiri knjige o mjerenju" izdana je u Nürnberg u 1525. i bila je prva knjiga za odrasle o matematici na njemačkom, a kasnije su je citirali Galileo i Kepler. Druga je bila o gradski utvrdama, te je izdana 1527.
"Četiri knjige o ljudskim proporcijama" izdana je postumno, ubrzo nakon njegove smrti 1528. Dürer je umro u Nürnbergu u dobi od 56.g., ostavivši za sobom imanje vrijednosti 6874 florina. Njegova kuća koju je kupio 1509. od nasljednika astronoma Bernharda Walthera, bila je njegova radionica, te je u njoj nakon njegove smrti, živjela supruga sve do smrti 1539. Danas je znamenitost grada i muzej. Pokopan je na groblju "Johannisfriedhof".

## Teorijska djela
U svim svojim teorijskim djela kako bi prenio znanje, koristio je njemački jezika, radije od latinskog. Dürer je koristio slikovite izraze temeljene na jeziku obrtnika tgoa vremena. Tako je Dürer doprinio širenju njemačke proze koju je započeo Martin Luther s prijevodom Biblije.

### "Četiri knjige o mjerenju"
Dürerov rad na geometriji naziva se "Četiri knjige o mjerenju" (njemački: Underweysung der Messung mit dem Zirckel und Richtscheyt ili Upute za mjerenje sa šestarom i ravnalom). 
Prva knjiga usredotočuje se na linearnu geometriju. Druga knjiga govori o dvodimenzionalnoj geometriji. Treća knjiga primjenjuje principe geometrije u arhitekturi, inženjerstvu i tipografiji. Četvrta knjiga kompletira prvu i drugu, prelazeći na tridimenzionalne oblike i konstrukciju poliedara.

### "Četiri knjige o ljudski proporcijama"
Dürerov rad na ljudski proporcijama iz 1528. naziva se "Četiri knjige o ljudski proporcijama" (njemački: Vier Bücher von Menschlicher Proportion)
Prva knjiga nastala je većim dijelom 1512/13., a završena je 1523., te prikazuje pet različito kontruiranih tipova muške i ženske figure, sve dijelove tijela prikazane u dijelovima ukupne visine. Druga knjiga sadrži osam dodatnih tipova, razdvojenih u dijelove, ali po sustavu Leonea Battiste Albertija, koji je najvjerojatnije naučio iz djela Francesca di Giorgioa 'De harmonica mundi totius' (1525). Treća knjiga donosi principe po kojima se proporcije mogu modificirati, te sadrži matematičke simulacije konveksnih i konkavnih zrcala. Četvrta knjiga je posvećena teoriji pokreta. Kao dodatak zadnjoj knjizi nalazi se i esej o estetici na kojem je radio od 1512. do 1528. i koji sadrži teoriju o idealu ljepote. Dürer odbacuje Albertijev koncept objektivne ljepote, te predlaže relativno viđenje ljepote bazirano na raznovrsnosti.
Ipak, Dürer je vjerovao da je istina skrivena u prirodi, te da postoje pravila koja određuju ljepotu, ali ne može odrediti kriterije.

## Ostavština i utjecaj
Dürerov utjecaj na umjetnik sljedeće generacije bio je snažan, posebno u tiskanju, mediju kroz koji su njegovi suvremenici mogli vidjeti njegovu umjetnost. Slike su bile uglavnom u privatnim zbirkama u nekoliko gradova.
Njegov uspjeh u širenju reputacije kroz Europu kroz tisak nedovjbeno je bio inspiracije za ostale velike umjetnike toga vremena poputa Rafaela, Tiziana i Parmigianina, koji su koristili tisak kako bi promovirali i distribuirali svoja djela.
Rad na gravuri, čini se da je imao zastršujući učinak na njemačke nasljednike. "Mali majstori" pokušali su nekoliko većih gravura, međutim držali su se Dürerovih tema u malim kompozicijama. Lucas van Leyden bio jedini graver sjeverne Europe koji je uspješno izrađivao veća djela. Generacija talijanski gravera, koja su stjecala zanat u sjeni Dürera ili su izravno kopirali dijelove pejzaža (Giulio Campagnola i Christofano Robetta), ili cijele Dürerove otiske (Marcantonio Raimondi i Agostino Veneziano). Nakon 1515. Dürerov utjecaj je ipak oslabio kada je Marcantonio usavršio novi stil gravure, koji je prešao Alpe i dominirao i sjevernom Europom.
U slikarstvu Dürerov utjecaj je bio slab u Italiji, gdje je njegov oltarsko djelo u Veneciji bilo jedino dostupno. Njegovi intenzivni i samodramatizirajući autoprotreti imaju snaža utjecaj i danas, posebno na slikare 19. i 20. stoljeća koji su skloniji dramatičnijem stilu portreta. Dürerov rad je uvijek bio dobro prihvaćen od kritike, te se interes za njegov rad u Njemačkoj konstantno oživljava, kroz "Dürerove renesansu" (1570. – 1630.), zatim u ranom 19. st. i u njemačkom nacionalizmu (1870. – 1945.).
Dürerova studija ljudskih proporcija i korištenje transformacija koordinatnog sustava kako bi prikazao varijacije ljudskog lica nadahnula je za sličan rad D'Arcya Thompsona i njegovu knjigu On Growth and Form.

### Dürer i reformacija
Dürerova pisanja ukazuju da je možda bio sklon idejama Martina Luthera, iako nije jasno je li ikada napustio Katoličku Crkvu. Zapisao je u svoj dnevnik želju da nacrta Luthera: "I pomogao mi Bog da mogu otići do dr. Martina Luthera; namjeravam izraditi njegov portret s velikom pažnjom kako bi ga gravirao na bakrenu pločicu i stvorio trajno sjećanje na kršćana koji mi je pomogao da prebrodim svoje poteškoće" 
(engl.: "And God help me that I may go to Dr. Martin Luther; thus I intend to make a portrait of him with great care and engrave him on a copper plate to create a lasting memorial of the Christian man who helped me overcome so many difficulties.") U pismu Nicholasu Kratzeru iz 1524., Dürer piše "zbog naše kršćanske vjere nalazimo se u prijeziru i opasnosti, jer nas prokazuju i nazivaju nevjernicima." (engl. "because of our Christian faith we have to stand in scorn and danger, for we are reviled and called heretics") Njegov prijatelj Pirckheimer pisao je u pismu Johannu Tscherteu 1530.: "Priznajem da sam u početku vjerovao u Luthera, poput našeg Alberta blaženog u sjećanju... ali kao što svi vide, situacija je postala gora." (engl. "I confess that in the beginning I believed in Luther, like our Albert of blessed memory...but as anyone can see, the situation has become worse.") Dürer je možda pridonio odluci gradskog vijeća koje je dalo ovlaštenje luteranskim propovijedima i misama u ožujku 1525. Dürer je bio u kontaktu s brojnim reformatorima kao što su Huldrych Zwingli, Andreas Karlstadt, Philipp Melanchthon, Erazmo Roterdamski i Cornelius Grapheus.

## Zanimljivosti
Poznato je da su mnoge Dürerove slike nastale kao rezultat studioznih matematičkih promišljanja. O Düreru je zabilježeno kako je mogao brzim potezom ruke nacrtati gotovo besprijekornu kružnicu. Jednom je na prigovor kako kružnici nije naznačeno središte uzeo kredu u ruke i jednim trzajem istaknuo točku rekavši: „Evo, tu je!”

## Galerija djela
- Adam i Eva
- Melankolija
- Vještica
- Mladi zec, 1502., akvarel i gvaš (muzej Albertina, Beč).

## Vanjske poveznice
|  | Zajednički poslužitelj ima još gradiva o temi Albrecht Dürer |